# Tadeusz Bór-Komorowski
General Tadeusz Komorowski (1 de junho de 1895 - 24 de agosto de 1966), mais conhecido pelo nome Bór-Komorowski (Por causa de seu codinome em tempo de guerra: Bór - "A Floresta") era um líder militar polonês. Fora nomeado comandante-chefe um dia antes da capitulação do levante de Varsóvia e após a Segunda Guerra Mundial fora o 32º Primeiro Ministro da Polônia , o 2º a ocupar tal posição no governo polonês no exílio sediado em Londres após a Segunda Guerra Mundial.

## Biografia
Komorowski nasceu em Khorobriv, no Reino da Galícia e Lodomeria (a parte austríaca da Polônia). Na Primeira Guerra Mundial, serviu como oficial do Exército Austro-Húngaro, lutou como capitão do 9º Lanceiros de Cavalaria ‘Małopolski’ durante a guerra Russo-Polonesa (1919). Mais tarde, em 1920, comandou a 12º Lanceiros de Cavalaria ‘Podolski’, após a guerra, tornou-se oficial do exército polonês, assumindo o comando da Escola de Cavalaria Grudziądz.
Depois de participar da luta contra a invasão alemã da Polônia, no início da Segunda Guerra Mundial, em 1939, Komorowski, com o codinome Bór, ajudou a organizar a resistência polonesa na região da Cracóvia, tendo uma atuação respeitável os alemães chegaram a lhe pedir para que o mesmo ajudasse a liderar uma cruzada anti-bolchevique. Em julho de 1941 tornou-se vice-comandante do Exército da Pátria (Armia Krajowa ou "AK") e, em março de 1943, foi nomeado seu comandante, com o posto de brigadeiro-general.

## A revolta de Varsóvia
Em 1944, quando as forças soviéticas avançaram para a Polônia central, o governo polonês no exílio em Londres instruiu Bór-Komorowski a se preparar para uma revolta armada em Varsóvia. O governo no exílio desejava retornar a uma capital libertada pelos poloneses, não tomada pelos soviéticos, e impedir a tomada da posse comunista da Polônia que Stalin havia planejado. A revolta de Varsóvia começou com a ordem de Komorowski em 1 de agosto de 1944 e os insurgentes do Exército da Pátria tomaram o controle da maior parte do centro de Varsóvia. O Exército Soviético estava a apenas 20 km de distância, mas permaneceu em suas posições e permitiu que o Exército da Pátria e a cidade de Varsóvia fossem destruídos, a revolta foi abafada, principalmente pelas tropas da SS, incluindo a SS Sturmbrigade Dirlewanger e a Brigada Kaminski. 
Em setembro de 1944, Bór-Komorowski foi promovido a Inspetor Geral das Forças Armadas (Comandante-Chefe Polonês). Em 2 de outubro, após dois meses de combates ferozes, Bór-Komorowski se rendeu à Wehrmacht depois que a Alemanha nazista concordou em tratar os combatentes do Exército da Pátria como prisioneiros de guerra. O general Bór-Komorowski foi internado na Alemanha (no Oflag IV-C). Apesar das repetidas exigências, ele se recusou a ordenar que as unidades remanescentes do Exército da Pátria na Polônia ocupada se rendessem. Komorowski e alguns oficiais sobreviventes passaram para o cativeiro alemão e surpreendentemente foram entregues aos americanos em Innsbruck em maio de 1945, possivelmente se deve ao fato de que Hermann Fegelein, oficial de cavalaria da SS, era amigo de Bór-Komorowski antes da guerra onde se conheceram nos circuitos internacionais de montaria.

## Vida no Exílio e Morte
Após a guerra, Bór-Komorowski mudou-se para Londres, onde desempenhou um papel ativo nos círculos de emigrantes poloneses. De 1947 a 1949, ele foi o primeiro-ministro do governo polonês no exílio, governo este que não tinha mais reconhecimento diplomático da maioria dos países da Europa Ocidental. Ele escreveu a história de suas experiências em The Secret Army (1950). Ele morreu em Londres aos 71 anos, após sua morte em Londres em 24 de agosto de 1966, ele foi enterrado no cemitério de Gunnersbury (também conhecido como cemitério de Kensington).

## Legado
Em 30 de julho de 1994, as cinzas do general Tadeusz Bór-Komorowski foram enterradas no cemitério militar de Powązki, em Varsóvia.